# Rachispoda intonsa
Rachispoda intonsa är en tvåvingeart som beskrevs av Wheeler 1995. Rachispoda intonsa ingår i släktet Rachispoda och familjen hoppflugor. Inga underarter finns listade i Catalogue of Life.